# كميهة
كميهة (الاسم العلمي Lepadogaster)، جنس أسماك بحرية من فصيلة سمك سلينج موطنها المحيط الأطلسي والبحر الأبيض المتوسط. تتميز بكبر راسها واستطالة زعانفها الصدرية والظهرية. جسمها متوسط القد، ثوبها جميل الألوان الزاهية يغلب فيها الوردي المذهب المواج. بطنها فضي اللون. محسراها وثيج ظهرها معترضة التجذيع الأسمر. لحمها متوسط الصنف.